# Huarochiri (tỉnh)
Tỉnh Huarochiri (tiếng Tây Ban Nha: Provincia de Huarochiri) là một tỉnh thuộc vùng Lima của Peru. Tỉnh Huarochiri có diện tích 5658 kilômét vuông, dân số thời điểm theo điều tra dân số ngày 11 tháng 7 năm 1993 là 59057 người. Tỉnh lỵ đóng ở Matucana.